# 402
| [ Edytuj tabelę ] |                              |
| Cesarz Bizancjum  | - 395 Arkadiusz 408          |
| Władca Guptów     | - 375 Ćandragupta II 414     |
| Chan Hunów        | - 390 Uldin 411              |
| Władca Korei      | - 391 Kwanggaet’o Wielki 413 |
| Papież            | - 401 Innocenty I 417        |
| Król Persji       | - 399 Jezdegerd I 420        |
| Cesarz Rzymu      | - 395 Flawiusz Honoriusz 423 |
| Król Wandalów     | - 359 Godigisel 406          |
| Król Wizygotów    | - 395 Alaryk 410             |

Rok 402 / CDII
stulecia: IV wiek ~
V wiek ~
VI wiek

lata: 392 «
397 «
398 «
399 «
400 «
401 «
402
» 403
» 404
» 405
» 406
» 407
» 412

## Wydarzenia
- 6 kwietnia – nierozstrzygnięta bitwa pod Pollenzo między Gotami pod wodzą Alaryka a wojskami rzymskimi.
- Oblężenie Mediolanu przez Wizygotów[1]. W związku z tym dwór cesarstwa zachodniorzymskiego przeniósł się z Mediolanu do Rawenny.
- Zburzono 8 pogańskich świątyń w Gazie, m.in. świątyni dedykowanej Zeusowi-Marnasowi, tzw. Marneionu.

- Dwór cesarstwa zachodniego przeniósł się z Mediolanu do Rawenny.